# Стругарі
Стругарі (рум. Strugari) — село у повіті Бакеу в Румунії. Входить до складу комуни Стругарі.
Село розташоване на відстані 237 км на північ від Бухареста, 16 км на захід від Бакеу, 96 км на південний захід від Ясс, 129 км на північний схід від Брашова.

## Населення
За даними перепису населення 2002 року у селі проживали 776 осіб, з них 772 особи (99,5%) румунів. Усі жителі села рідною мовою назвали румунську.